# Donzela-azul-do-Atlântico
A donzela-azul-do-Atlântico (Chromis cyanea, antigamente conhecida como Azurina cyanea), é uma espécie de donzela nativa dos recifes de corais do Oceano Atlântico Ocidental. Essa espécie vive formando cardumes na coluna d'água próximos de fundos coralinos e rochosos, o habito de viver na coluna d'água vêm por causa de sua alimentação que é planctivora, mas também se alimenta de algas filamentosas que crescem nas rochas. É considerada uma das espécies mais bonitas do Mar do Caribe. Frequentemente é capturada para o comércio de aquário marinhos, por ser uma espécie de fácil manutenção.
A donzela-azul-do-Atlântico é nativa das águas quentes e tropicais do Oceano Atlântico Ocidental, sendo encontrada na costa da Flórida, EUA, para as Bermudas até a região central do Mar do Caribe e Antilhas, incluindo Curaçau e Porto Rico para a Venezuela e o Grande Recife de Corais Amazônico, no norte do Brasil.